# 후지이 다카유키
후지이 다카유키(일본어: 藤井 貴之, 1993년 6월 18일 ~ )는 일본의 전 축구 선수이다.

## 구단 경력
그는 2016년부터 2017년까지 J리그의 가고시마 유나이티드 FC에서 활동하였다.